# Аланга
Футбольний клуб «Аланга» (Касан) або просто «Аланга» — професійний узбецький футбольний клуб з міста Аланга Кашкадар'їнської області.

## Попередні назви
- 2000-2001 — «Алтин Тола»

- 2010-2011 ― «Єркурган»
- 2012-2012 ― «Єшлик»
- з 2013 ― «Аланга»

## Історія
Заснований в 2000 році під назвою «Алтин Тола», проте клуб проіснував лише рік, і вже в 2001 році був розформований. 
Відроджений у 2009 році. 2 сезони (2009 і 2010) провів у Другій лізі чемпіонату Узбекистану. Завдяки вдалим виступам у Другій лізі в 2010 році команда здобула право виступати з наступного сезону в Першій лізі. З 2011 року клуб виступає у Першій лізі.

## Досягнення
- Перша ліга Узбекистану
  - 4-те місце (1): 2011